# Dicranota fastuosa
Dicranota (Dicranota) fastuosa là một loài ruồi trong họ Pediciidae. Chúng phân bố ở vùng Indomalaya.